# Vachonobisium
Vachonobisium es un género de pseudoscorpiones de la familia Gymnobisiidae.  Se distribuye por Chile.

## Especies
Según Pseudoscorpions of the World 1.2:
- Vachonobisium heros (Beier, 1964)
- Vachonobisium intermedium (Vitali-di Castri, 1963)
- Vachonobisium troglophilum Vitali-di Castri, 1963

## Publicación original
- Vitali-di Castri, 1963: La familia Vachoniidae (= Gymnobisiidae) en Chile (Arachnidea, Pseudoscorpionida). Investigaciones Zoológicas Chilenas, vol. 10, p.27-82.